# مغنولية بورنيونية
ماغنوليا بورنيونية (الاسم العلمي:Magnolia borneensis) هي نوع من النباتات تتبع جنس الماغنوليا من الفصيلة الماغنولية.